# Wapen van Nieuwerkerke

Wapen van Nieuwerkerke

Het wapen van Nieuwerkerke werd op 31 juli 1817 bevestigd door de Hoge Raad van Adel nadat de Zeeuwse gemeente Nieuwerkerke opgeheven was per 1 januari 1813. Nieuwerkerke ging toen op in gemeente Kerkwerve, nu onderdeel van gemeente Schouwen-Duiveland. In het wapen van Kerkwerve per 1950 is het wapen van Nieuwerkerke opgenomen.

## Blazoenering
De blazoenering van het wapen luidde als volgt:
Van sabel, beladen met een zwaard van zilver, gevest van goud, staande en pal en verzeld van 3 gespen van goud, 2 en chef en 1 en pointe schietende om het gevest des zwaards henen.
De heraldische kleuren zijn sabel (zwart), zilver (wit) en  goud (goud of geel). Overigens geeft de Hoge Raad van Adel in het register zelf geen beschrijving van het wapen in het register, maar slechts een afbeelding.

## Verklaring
Bij de site Nederlandse Gemeentewapens is de herkomst onbekend. Wel wordt vermeld dat het wapen al sinds de 17e eeuw als heerlijkheidswapen werd gevoerd. Overigens geeft de gemeentesite van Schouwen-Duiveland aan dat het wapen overgenomen is van familie Van Cats, die bezitters waren van de heerlijkheid. Ook bestaat er een variant waarin de gespen ten onrechte zijn veranderd in kransen.

## Verwante wapens

Wapen van Kerkwerve per 1950

Aagtekerke
· Aardenburg
· Arnemuiden
· Axel
· Baarland
· Bath
· Biervliet
· Biggekerke
· Bloois
· Bommenede
· Borssele
· Boschkapelle
· Botland
· Breskens
· Brigdamme
· Brijdorpe
· Brouwershaven
· Bruinisse
· Burgh
· Buttinge
· Cadzand
· Clinge
· Colijnsplaat
· Domburg
· Dreischor
· Driewegen
· Duiveland
· Duivendijke
· Elkerzee
· Ellemeet
· Ellewoutsdijk
· Eversdijk
· Gapinge
· Graauw en Langendam
· 's-Gravenpolder
· Grijpskerke
· Groede
· Haamstede
· 's-Heer Abtskerke
· 's-Heer Arendskerke
· 's-Heer Hendrikskinderen
· 's-Heerenhoek
· Heille
· Heinkenszand
· Hengstdijk
· Hoedekenskerke
· Hoek
· Hontenisse
· Hoofdplaat
· Hoogelande
· IJzendijke
· Kapelle
· Kats
· Kattendijke
· Kerkwerve
· Klaaskinderkerke
· Kleverskerke
· Kloetinge
· Koewacht
· Kortgene
· Koudekerke
· Krabbendijke
· Kruiningen
· Looperskapelle
· Maire
· Mariekerke
· Meliskerke
· Middenschouwen
· Nieuw- en Sint Joosland
· Nieuwerkerk
· Nieuwerkerke
· Nieuwlande
· Nieuwvliet
· Nisse
· Noordgouwe
· Noordwelle
· Oostburg
· Oosterland
· Oostkapelle
· Oost-Souburg
· Oost- en West-Souburg
· Ossenisse
· Oud-Vossemeer
· Oudelande
· Ouwerkerk
· Overslag
· Ovezande
· Philippine
· Poortvliet
· Renesse
· Rengerskerke en Zuidland
· Retranchement
· Rilland
· Rilland-Bath
· Ritthem
· Sas van Gent
· Scherpenisse
· Schoondijke
· Schore
· Serooskerke (Schouwen-Duiveland)
· Serooskerke (Veere)
· Sinoutskerke en Baarsdorp
· Sint Anna ter Muiden
· Sint-Annaland
· Sint Jansteen
· Sint Kruis
· Sint Laurens
· Sint-Maartensdijk
· Sint Philipsland
· Sirjansland
· Sluis
· Sluis-Aardenburg
· Stavenisse
· Stoppeldijk
· Valkenisse (Walcheren)
· Valkenisse (Zuid-Beveland)
· Vogelwaarde
· Vrouwenpolder
· Waarde
· Waterlandkerkje
· Wemeldinge
· West-Souburg
· Westdorpe
· Westenschouwen
· Westerschouwen
· Westkapelle
· Westkapelle-Buiten en Sirpoppekerke
· Westkerke
· Wissekerke
· Wissenkerke
· Wolphaartsdijk
· Yerseke
· Zaamslag
· Zierikzee
· Zonnemaire
· Zoutelande
· Zuiddorpe
· Zuidzande
· Zwake

Dorpswapens: Geersdijk
· Hansweert
· Kamperland